# Tournoi de clôture du championnat du Costa Rica de football 2019
Navigation
Saison précédente Saison suivante
Le Tournoi Clausura 2019 est le vingt-quatrième tournoi saisonnier disputé au Costa Rica. 
C'est cependant la 109e fois que le titre de champion du Costa Rica est remis en jeu.
Lors de ce tournoi, le CS Herediano va tenter de conserver son titre de champion du Costa Rica face aux onze meilleurs clubs costariciens.
Chacun des douze clubs participant au championnat sera confronté deux fois aux onze autres équipes. Puis les quatre meilleurs s'affronteront lors d'une phase finale à la fin de la saison.
Seulement une place sera directement qualificative pour la Ligue des champions de la CONCACAF. Une place en Ligue de la CONCACAF sera attribuée à l'issue de ce championnat à la meilleure non-championne des deux tournois au classement cumulé de la saison.

## Les 12 clubs participants
| \| LD Alajuelense CS Cartagines CS Herediano Limon FC Municipal Pérez Zeledon AD Carmelita Deportivo Saprissa Universidad AD San Carlos SD Santos Guadalupe FC — Municipal Grecia \| Localisation des clubs. |
| LD Alajuelense CS Cartagines CS Herediano Limon FC Municipal Pérez Zeledon AD Carmelita Deportivo Saprissa Universidad AD San Carlos SD Santos Guadalupe FC — Municipal Grecia                               |

Ce tableau présente les douze équipes qualifiées pour disputer le championnat 2017-2018. On y trouve le nom des clubs, le nom des stades dans lesquels ils évoluent ainsi que la capacité et la localisation de ces derniers.
| Club                    | Stade                         | Capacité | Ville                  |
| LD Alajuelense          | Stade Alejandro Morera Soto   | 17 900   | Alajuela               |
| AD Carmelita            | Stade Alejandro Morera Soto   | 17 900   | Alajuela               |
| CS Cartagines           | Stade José Rafael Ivankovich  | 13 500   | Cartago                |
| Municipal Grecia        | Stade Allen Riggioni          | 4 000    | Grecia                 |
| Guadalupe FC            | Stade Coyella Fonseca         | 4 500    | Guadalupe              |
| CS Herediano            | Stade Eladio Rosabal Cordero  | 8 100    | Heredia                |
| Limon FC                | Stade Juan Gobán              | 3 000    | Puerto Limón           |
| Municipal Pérez Zeledon | Stade Municipal Pérez Zeledón | 6 000    | San Isidro del General |
| AD San Carlos           | Stade Carlos Ugalde Álvarez   | 5 000    | Ciudad Quesada         |
| SD Santos               | Stade Ebal Rodríguez          | 3 000    | Guápiles               |
| Deportivo Saprissa      | Stade Ricardo Saprissa        | 23 100   | San José               |
| Universidad             | Stade Ecológico               | 1 800    | San José               |

## Compétition
Le tournoi Clausura se déroule de la même façon que les tournois saisonniers précédents, en deux phases :
- La phase de qualification : les vingt journées de championnat.
- La phase finale : les matchs aller-retour allant des demi-finale à la finale.

### Phase de qualification
Lors de la phase de qualification les douze équipes s'affrontent à deux reprises selon un calendrier tiré aléatoirement.
Les quatre meilleures équipes sont directement qualifiées pour la phase finale.
Le classement est établi sur le barème de points classique (victoire à 3 points, match nul à 1, défaite à 0).
Le départage final se fait selon les critères suivants :
- Le nombre de points.
- La différence de buts générale.
- La différence de buts particulière.
- Le nombre de buts marqué.

| Rang | Équipe                  | Pts | J  | G  | N  | P  | Bp | Bc | Diff |
| ---- | ----------------------- | --- | -- | -- | -- | -- | -- | -- | ---- |
| 1    | AD San Carlos P         | 39  | 22 | 11 | 6  | 5  | 36 | 20 | +16  |
| 2    | Deportivo Saprissa      | 38  | 22 | 11 | 5  | 6  | 41 | 27 | +14  |
| 3    | Municipal Pérez Zeledón | 37  | 22 | 9  | 10 | 3  | 35 | 27 | +8   |
| 4    | CS Herediano T          | 34  | 22 | 9  | 7  | 6  | 31 | 24 | +7   |
| 5    | CS Cartaginés           | 34  | 22 | 9  | 7  | 6  | 34 | 28 | +6   |
| 6    | LD Alajuelense          | 32  | 22 | 8  | 8  | 6  | 33 | 27 | +6   |
| 7    | Municipal Grecia        | 31  | 22 | 8  | 7  | 7  | 32 | 32 | 0    |
| 8    | Universidad             | 31  | 22 | 8  | 7  | 7  | 35 | 38 | -3   |
| 9    | SD Santos               | 27  | 22 | 8  | 3  | 11 | 33 | 39 | -6   |
| 10   | Limon FC                | 26  | 22 | 7  | 5  | 10 | 22 | 32 | -10  |
| 11   | Guadalupe FC            | 18  | 22 | 4  | 6  | 12 | 20 | 37 | -17  |
| 12   | AD Carmelita            | 11  | 22 | 2  | 5  | 15 | 19 | 40 | -21  |

| Légende : Qualifications et relégations | Légende : Qualifications et relégations          |
| --------------------------------------- | ------------------------------------------------ |
|                                         | Qualifié pour la Grand final et la seconde phase |
|                                         | Qualifié pour la seconde phase                   |
|                                         | T Tenant du titre P Promu de la saison 2017-2018 |

| Résultats (▼dom., ►ext.)                                   | Alaj | Carm | Cart | Grec | Guad | Here | Lim | MunP | SanC | Sant | Sapr | Univ |
| LD Alajuelense                                             |      | 1-0  | 2-2  | 1-0  | 3-0  | 2-2  | 1-0 | 1-2  | 0-1  | 0-1  | 1-1  | 3-3  |
| AD Carmelita                                               | 1-1  |      | 0-3  | 0-1  | 4-1  | 0-3  | 2-0 | 2-4  | 1-3  | 2-2  | 0-1  | 1-1  |
| CS Cartaginés                                              | 2-4  | 2-1  |      | 1-1  | 2-3  | 2-1  | 1-0 | 1-1  | 0-0  | 2-1  | 2-0  | 2-2  |
| Municipal Grecia                                           | 1-0  | 1-1  | 0-1  |      | 2-2  | 1-2  | 0-0 | 2-2  | 2-1  | 5-0  | 0-5  | 2-0  |
| Guadalupe FC                                               | 0-3  | 1-1  | 0-3  | 1-2  |      | 0-0  | 1-1 | 0-1  | 1-2  | 2-0  | 0-2  | 1-4  |
| CS Herediano                                               | 2-0  | 1-0  | 2-1  | 2-3  | 1-0  |      | 2-1 | 0-0  | 1-1  | 3-2  | 2-0  | 1-2  |
| Limon FC                                                   | 1-1  | 2-0  | 1-0  | 0-2  | 1-1  | 1-0  |     | 3-1  | 1-0  | 2-1  | 2-1  | 1-2  |
| Municipal Pérez Zeledón                                    | 2-4  | 2-1  | 0-0  | 2-2  | 2-1  | 1-1  | 3-0 |      | 1-0  | 1-1  | 2-3  | 3-1  |
| AD San Carlos                                              | 3-0  | 1-0  | 2-0  | 2-2  | 0-0  | 3-2  | 5-1 | 2-2  |      | 1-0  | 0-2  | 3-1  |
| SD Santos                                                  | 1-3  | 2-0  | 2-1  | 3-0  | 1-2  | 1-1  | 4-2 | 0-1  | 1-5  |      | 5-3  | 2-1  |
| Deportivo Saprissa                                         | 0-0  | 4-1  | 1-2  | 4-2  | 1-3  | 2-1  | 2-2 | 1-1  | 1-1  | 1-0  |      | 4-0  |
| Universidad                                                | 2-2  | 3-1  | 4-4  | 2-1  | 1-0  | 1-1  | 2-0 | 1-1  | 1-0  | 1-3  | 0-2  |      |
| - Victoire à domicile - Match nul - Victoire à l'extérieur |      |      |      |      |      |      |     |      |      |      |      |      |

### Classement cumulatif
| Rang | Équipe                  | Pts | J  | G  | N  | P  | Bp | Bc | Diff |
| ---- | ----------------------- | --- | -- | -- | -- | -- | -- | -- | ---- |
| 1    | Deportivo Saprissa      | 86  | 44 | 25 | 11 | 8  | 86 | 44 | +42  |
| 2    | LD Alajuelense          | 80  | 44 | 24 | 8  | 12 | 77 | 49 | +28  |
| 3    | AD San Carlos P C       | 77  | 44 | 22 | 11 | 11 | 74 | 49 | +25  |
| 4    | Municipal Pérez Zeledón | 74  | 44 | 19 | 17 | 8  | 66 | 51 | +15  |
| 5    | CS Herediano C          | 72  | 44 | 20 | 12 | 12 | 66 | 50 | +16  |
| 6    | CS Cartaginés           | 66  | 44 | 17 | 15 | 12 | 74 | 62 | +12  |
| 7    | Municipal Grecia        | 55  | 44 | 15 | 10 | 19 | 59 | 68 | -9   |
| 8    | SD Santos               | 52  | 44 | 15 | 7  | 22 | 59 | 68 | -9   |
| 9    | Limon FC                | 46  | 44 | 12 | 10 | 22 | 49 | 75 | -26  |
| 10   | Universidad             | 41  | 44 | 10 | 11 | 23 | 58 | 90 | -32  |
| 11   | Guadalupe FC            | 41  | 44 | 10 | 11 | 23 | 45 | 77 | -32  |
| 12   | AD Carmelita            | 35  | 44 | 8  | 11 | 25 | 50 | 80 | -30  |

| Légende : Qualifications et relégations | Légende : Qualifications et relégations                                        |
| --------------------------------------- | ------------------------------------------------------------------------------ |
|                                         | Ligue des champions de la CONCACAF 2020                                        |
|                                         | Ligue de la CONCACAF 2019                                                      |
|                                         | Relégué en Segunda División                                                    |
|                                         | C Vainqueur d'un des deux tournois de la saison P Promu de la saison 2017-2018 |

### La phase finale
Les quatre équipes qualifiées sont réparties dans le tableau final d'après leur classement général, le deuxième affrontant le troisième et le premier affrontant le quatrième lors des demi-finales.
En cas d'égalité sur la somme des deux matchs, c'est la position au classement général qui départage les deux équipes, sauf pour la finale où des prolongations puis une séance de tirs au but ont éventuellement lieu.

#### Tableau
|  |                         |            |                    |            |            |               |     |        |        |        |        |        |
|  | 1/2 finale              | 1/2 finale | 1/2 finale         | 1/2 finale | 1/2 finale |               |     | Finale | Finale | Finale | Finale | Finale |
|  |                         |            |                    |            |            |               |     |        |        |        |        |        |
|  |                         |            |                    |            |            |               |     |        |        |        |        |        |
|  | AD San Carlos           | (1)        | 0                  | 4          | 0          |               |     |        |        |        |        |        |
|  | AD San Carlos           | (1)        | 0                  | 4          | 0          |               |     |        |        |        |        |        |
|  | CS Herediano            | (4)        | 2                  | 1          | 0          |               |     |        |        |        |        |        |
|  | CS Herediano            | (4)        | 2                  | 1          | 0          | AD San Carlos | (1) | 1      | 0      | 0      |        |        |
|  |                         |            |                    |            |            | AD San Carlos | (1) | 1      | 0      | 0      |        |        |
|  |                         |            | Deportivo Saprissa | (2)        | 1          | 0             | 0   |        |        |        |        |        |
|  | Deportivo Saprissa      | (2)        | Deportivo Saprissa | (2)        | 1          | 0             | 0   | 1      | 2      | 0      |        |        |
|  | Deportivo Saprissa      | (2)        |                    |            |            |               |     | 1      | 2      | 0      |        |        |
|  | Municipal Pérez Zeledón | (3)        | 1                  | 1          | 0          |               |     |        |        |        |        |        |
|  | Municipal Pérez Zeledón | (3)        | 1                  | 1          | 0          |               |     |        |        |        |        |        |

#### Demi-finales
| Club               | Aller | Retour | Club                    | Commentaire |
| AD San Carlos      | 0-2   | 4-1    | CS Herediano            |             |
| Deportivo Saprissa | 1-1   | 2-1    | Municipal Pérez Zeledón |             |

#### Finale
| Match aller | Deportivo Saprissa   | 1:1   | AD San Carlos   | Stade Ricardo Saprissa        |                               |
| 12 mai 2019 | Rubilio Castillo 64e | (0:1) | 42e Marcos Mena | Arbitrage : Adrian Chinchilla | Arbitrage : Adrian Chinchilla |

| Match retour | AD San Carlos | 0:0   | Deportivo Saprissa | Stade Carlos Ugalde Álvarez     |                                 |
| 15 mai 2019  |               | (0:0) |                    | Arbitrage : Christian Rodríguez | Arbitrage : Christian Rodríguez |

| Vainqueur du Tournoi Clausura 2019 AD San Carlos 1er titre |

## Bilan du tournoi
| Tournoi de clôture du championnat de football du Costa Rica 2019 |                    |
| Champion                                                         | AD San Carlos      |
| Qualifications continentales                                     |                    |
| Ligue des champions de la CONCACAF 2020                          | Deportivo Saprissa |
| Ligue de la CONCACAF 2019                                        | AD San Carlos      |
| Ligue de la CONCACAF 2019                                        | CS Herediano       |
| Promotions et relégations                                        |                    |
| Promus en Primera División                                       | Jicaral Sercoba    |
| Relégués en Segunda División                                     | AD Carmelita       |

## Statistiques

### Buteurs
| Rang | Nom                             | Équipe                     | Buts |
| 1    | Álvaro Saborío                  | AD San Carlos              | 12   |
| 2    | Keilor Soto                     | Municipal Pérez Zeledón    | 11   |
| 3    | Francisco Rodríguez Roger Rojas | Universidad LD Alajuelense | 10   |